# Eotetranychus boreus
Eotetranychus boreus är en spindeldjursart som beskrevs av Ehara 1969. Eotetranychus boreus ingår i släktet Eotetranychus och familjen Tetranychidae. Inga underarter finns listade i Catalogue of Life.